# Americas in Transition
Americas in Transition és un curtmetratge documental estatunidenc del 1981 dirigit per Obie Benz. Tracta de les intervencions militars estatunidenques a diversos països d'Amèrica.

## Argument
La pel·lícula presenta diversos països d'Amèrica Llatina la història dels quals està molt lligada a les intervencions dels EUA. Entre d'altres, l'antic ambaixador Murat Williams, l'antic director de la CIA Lyman Kirkpatrick, la missionera Maryknoll Peggy Healy i l'escriptor Carlos Fuentes, que va treballar des de 1975 fins al 1977 va ser ambaixador de Mèxic a França.
La pel·lícula comença mostrant la situació actual a Nicaragua. A més dels esmentats anteriorment, també va ser entrevistat el ministre de Cultura Ernesto Cardenal, que va comparar les condicions actuals amb la Revolució Cubana.
La següent parada és Guatemala, que es considerava una nació exportadora de plàtans. La pel·lícula explica el curt període de la democràcia fins que Jacobo Árbenz Guzmán es va enfrontar a la United Fruit Company. Van fabricar una mentida sobre una conspiració comunista i els Estats Units van donar suport a les tropes del dictador Carlos Castillo Armas. La pel·lícula ara mostra la situació actual amb Fernando Romeo Lucas García al capdavant de l'estat. Mentre que el propi estat és pròsper, la població, especialment els nadius americans, està empobrida i víctima de diversos esquadrons de la mort. El que segueix és una mirada enrere a les protestes antiamericanes contra Richard Nixon. A continuació, es presenta el general Smedley Darlington Butler i es cita de la seva biografia.
Continua amb Cuba i la reacció dels EUA a la Revolució Cubana. Segueix un fragment d'una pel·lícula de propaganda estatunidenca que tracta sobre les tècniques de la guerrilla i l'entrenament de soldats cubans.
Aleshores es mostra la República Dominicana. Allà la pel·lícula comença amb la caiguda de Rafael Trujillo i mostra un discurs de Juan Bosch, que, però, va ser destituït poc després amb l'ajuda de les tropes estatunidenques acusat d'activitats comunistes. A Xile també, els Estats Units van contribuir a donar suport a la dictadura militar d'Augusto Pinochet. A El Salvador també, els Estats Units han recolzat la dictadura militar. En el moment de la pel·lícula, hi va esclatar una sagnant guerra civil. Es va abordar l'assassinat d'Óscar Romero i del terratinent Enrique Alvarez i les maquinacions dels esquadrons de la mort.
A més de les paraules d'admonició de Williams i Fuentes, la pel·lícula acaba amb fragments de la Constitució dels Estats Units i imatges de judicis pacífics a El Salvador.

## Producció
La pel·lícula va ser una reacció al documental de dretes Attack on the Americas, que defensava les intervencions dels EUA a Amèrica Llatina.

## Recepció
La pel·lícula va ser percebuda com un documental destacat. Ardis Nelson de la Universitat Estatal de Florida va qualificar la pel·lícula com una "interpretació coherent" de la història d'un continent "els problemes del qual estan enfosquits per una cobertura de premsa incompleta i polítiques inconsistents dels EUA". El Los Angeles Times va declarar que la pel·lícula era de visió obligada per tots els estatunidencs. Tot i que les crítiques van ser majoritàriament positives, la pel·lícula també va ser criticada com a unilateral, entre altres per Arthur Unger al Christian Science Monitor. Ed Asner, que va fer el paper de veu, va perdre la seva sèrie Lou Grant a CBS a causa de la pel·lícula i d'un discurs que va pronunciar en referència a la pel·lícula sobre els esquadrons de la mort a El Salvador.
La pel·lícula va ser nominada als Premis Oscar 1982 en la categoria Millor curtmetratge documental, però va perdre davant Close Harmony. També va guanyar el Blue Ribbon al American Film & Video Festival de 1982, el Golden Eagle del Council on International Notheatrical Events (CINE) i va ser nomenada Millor pel·lícula al National Educational Film Festival de 1982.